# 卡斯提爾-拉曼查旗幟
卡斯提爾-拉曼查旗幟是西班牙卡斯提爾-拉曼查自治區的旗幟。這面旗幟分為左右兩個矩形。左側是紅色，內有城堡圖案。右側是白色。

## 外部連結
- Gavira, Ignacio. . 2007. （原始内容存档于2007-05-02） （西班牙语）.